# London Critics Circle Film Award al film in lingua straniera dell'anno
Il London Critics Circle Film Award al film in lingua straniera dell'anno (London Film Critics' Circle Award for Foreign Language Film of the Year) è un premio cinematografico assegnato dal 1980 nell'ambito dei London Critics Circle Film Awards.

## Albo d'oro

### Anni 1980
- 1980: Il matrimonio di Maria Braun (Die Ehe der Maria Braun), regia di Rainer Werner Fassbinder • (Germania Ovest)
- 1981: Angi Vera, regia di Pál Gábor • (Ungheria)
- 1982: L'uomo di ferro (Człowiek z żelaza), regia di Andrzej Wajda • (Polonia)
- 1983: Mephisto, regia di István Szabó • (Ungheria)
- 1984: Una domenica in campagna (Un dimanche à la campagne), regia di Bertrand Tavernier • (Francia)
- 1985: Heimat, regia di Edgar Reitz • (Germania Ovest)
- 1986: Ran, regia di Akira Kurosawa • (Giappone)
- 1987: Jean de Florette, regia di Claude Berri • (Francia)
- 1988: Il pranzo di Babette (Babettes gæstebud), regia di Gabriel Axel • (Danimarca)
- 1989: Arrivederci ragazzi (Au revoir les enfants), regia di Louis Malle • (Francia)

### Anni 1990
- 1990: Nuovo Cinema Paradiso, regia di Giuseppe Tornatore • (Italia)
- 1991: Cyrano de Bergerac, regia di Jean-Paul Rappeneau • (Francia)
- 1992: Lanterne rosse (Da hong deng long gao gao gua), regia di Zhang Yimou • (Cina)
- 1993: Un cuore in inverno (Un cœur en hiver), regia di Claude Sautet • (Francia)
- 1994: Addio mia concubina (Bàwáng Bié Jī), regia di Chen Kaige • (Cina)
- 1995: Il postino, regia di Michael Radford • (Italia)
- 1996: I miserabili (Les misérables), regia di Claude Lelouch • (Francia)
- 1997: Ridicule, regia di Patrice Leconte • (Francia)
- 1998: Vuoi ballare? - Shall We Dance? (Sharu wi Dansu?), regia di Masayuki Suo • (Giappone)
- 1999: Tutto su mia madre (Todo sobre mi madre), regia di Pedro Almodóvar • (Spagna)

### Anni 2000
- 2000: La tigre e il dragone (Wòhǔ Cánglóng), regia di Ang Lee • (Cina)
- 2001: Il favoloso mondo di Amélie (Le Fabuleux Destin d'Amélie Poulain), regia di Jean-Pierre Jeunet • (Francia)
- 2002: Y tu mamá también - Anche tua madre (Y tu mamá también), regia di Alfonso Cuarón • (Messico)
- 2003: Good Bye, Lenin!, regia di Wolfgang Becker • (Germania)
- 2004: I diari della motocicletta (Diarios de motocicleta), regia di Walter Salles • (Brasile)
- 2005: La caduta - Gli ultimi giorni di Hitler (Der Untergang), regia di Oliver Hirschbiegel • (Germania)
- 2006: Volver - Tornare (Volver), regia di Pedro Almodóvar • (Spagna)
- 2007: Le vite degli altri (Das Leben der Anderen), regia di Florian Henckel von Donnersmarck • (Germania)
- 2008: Valzer con Bashir (Vals Im Bashir), regia di Ari Folman • (Israele)
- 2009: Lasciami entrare (Låt den rätte komma in), regia di Tomas Alfredson • (Svezia)

### Anni 2010
- 2010: Uomini di Dio (Des hommes et des dieux), regia di Xavier Beauvois • (Francia)
- 2011: Una separazione (Jodāyi-e Nāder az Simin), regia di Asghar Farhadi • (Iran)
- 2012: Un sapore di ruggine e ossa (De rouille et d'os), regia di Jacques Audiard • (Francia)
- 2013: La vita di Adele (La Vie d'Adèle - Chapitres 1 & 2), regia di Abdellatif Kechiche • (Francia)
- 2014: Leviathan (Leviafan), regia di Andrej Petrovič Zvjagincev • (Russia)
- 2015: The Look of Silence, regia di Joshua Oppenheimer • (Danimarca)
- 2016: Vi presento Toni Erdmann (Toni Erdmann), regia di Maren Ade • (Germania)
- 2017: Elle, regia di Paul Verhoeven • (Francia)
- 2018: Cold War (Zimna wojna), regia di Paweł Pawlikowski • (Polonia)
- 2019: Ritratto della giovane in fiamme (Portrait de la jeune fille en feu), regia di Céline Sciamma • (Francia)

### Anni 2020
- 2020: Un altro giro (Druk), regia di Thomas Vinterberg • (Danimarca)
- 2021: Drive My Car (Doraibu mai kā), regia di Ryūsuke Hamaguchi • (Giappone)
- 2022: Decision to Leave (He-eojil gyeolsim), regia di Park Chan-wook • (Corea del Sud) (ex aequo) The Quiet Girl, regia di Colm Bairéad • (Irlanda)
- 2023: Past Lives, regia di Celine Song • (Corea del Sud) 
  - Anatomia di una caduta (Anatomie d'une chute), regia di Justine Triet • (Francia)
  - Il ragazzo e l'airone (Kimi-tachi wa dō ikiru ka), regia di Hayao Miyazaki • (Giappone)
  - Foglie al vento (Kuolleet lehdet), regia di Aki Kaurismäki • (Finlandia)
  - La zona d'interesse (The Zone of Interest), regia di Jonathan Glazer • (Regno Unito)
- 2024: All We Imagine As Light - Amore a Mumbai (All We Imagine As Light), regia di Payal Kapadiya • (India)
  - La chimera, regia di Alice Rohrwacher • (Italia)
  - Emilia Pérez, regia di Jacques Audiard • (Francia)
  - Io sono ancora qui (Ainda estou aqui), regia di Walter Salles • (Brasile)
  - Kneecap, regia di Rich Peppiatt • (Irlanda)